# カンカン帽

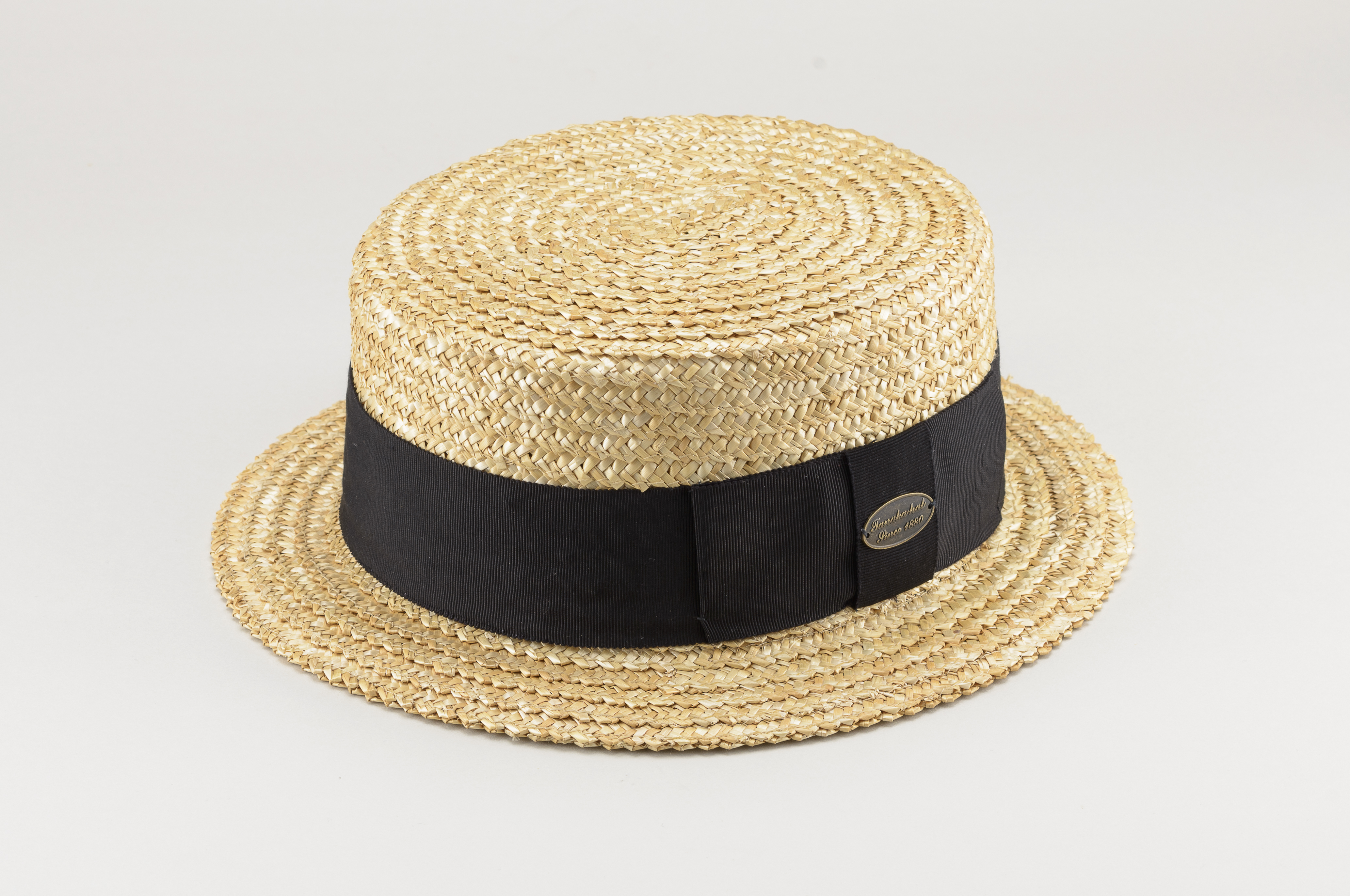
カンカン帽　田中帽子店より引用

カンカン帽（カンカンぼう）は、麦わら帽子の一種。西洋発祥の帽子で、英語ではボーター（Boater）、フランス語ではキャノチエ（Canotier）という。

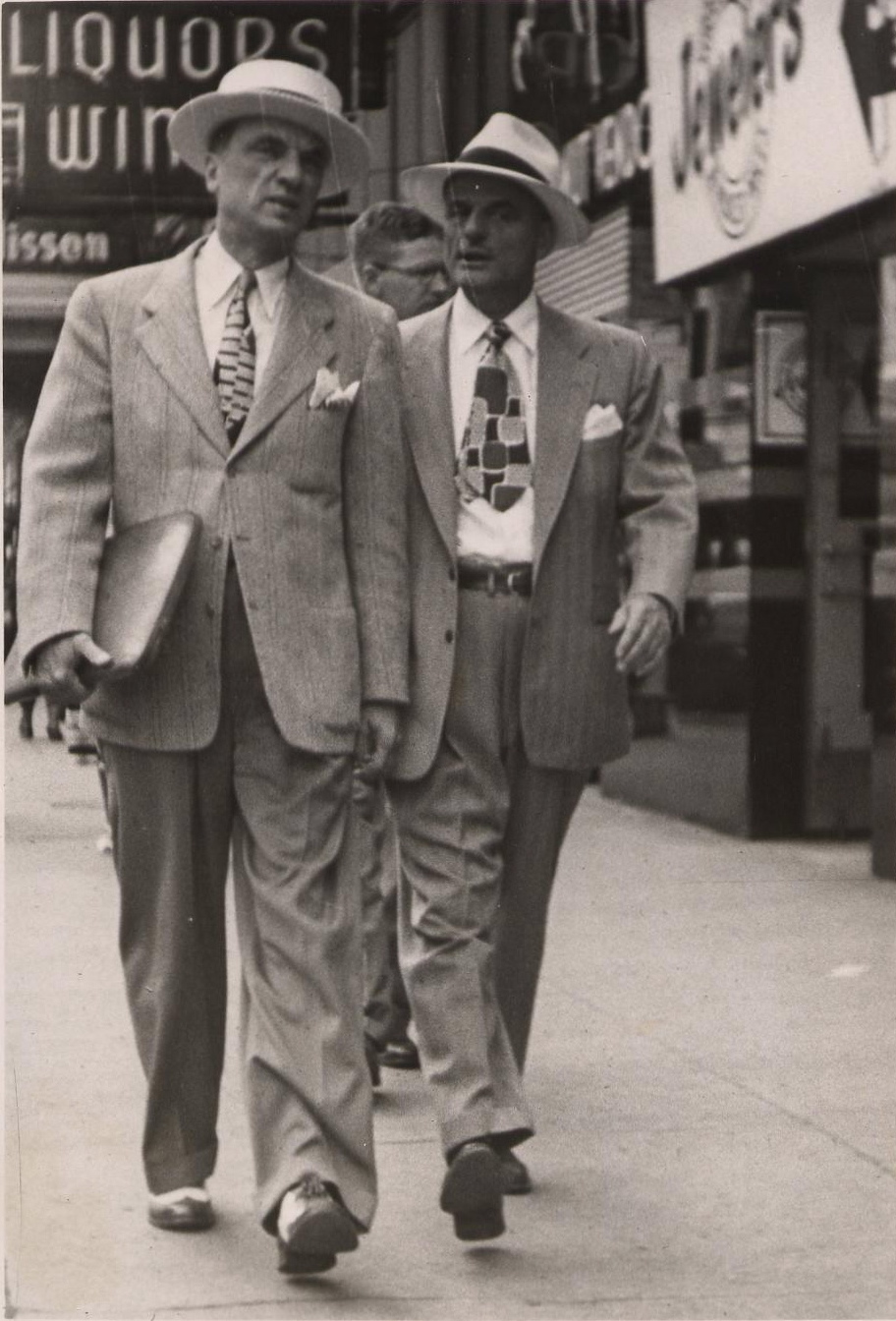
カンカン帽（左側）、パナマハット（右側）をそれぞれかぶる2人の保険セールスマン（米国・ミネアポリス、1949年）

水兵や船の漕ぎ手のために作られた男性用の帽子が発祥とされている。海や川の水しぶきで帽子が柔らかくなって損傷するのを防ぐため、麦藁を平たくつぶして真田紐のように編んだ麦稈真田（ばっかんさなだ）などの素材をプレスで固く成型し、ニスや糊などで塗り固めることにより軽くて耐久性のある帽子となっている。
天井とブリム（つば）が平らなのが特徴で、クラウン（帽子の山の部分）は円筒形である。多くの場合ハットバンド（リボン状の帯）が付いており、黒が正式な色とされている。類似する帽子にパナマハットがある。

## 日本での流行

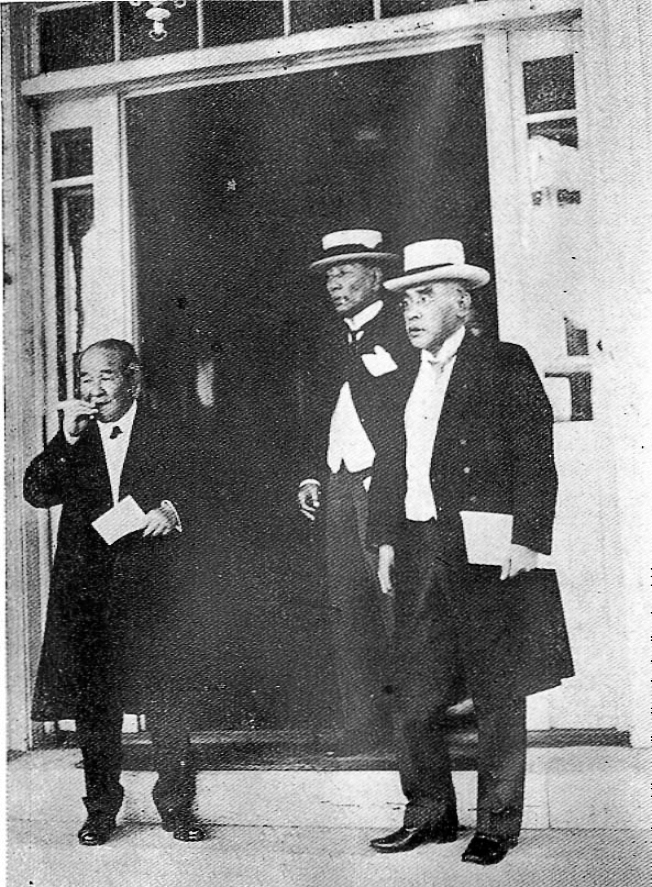
正装しカンカン帽をかぶる関東大震災復興院委員（1923年9月15日、左から渋沢栄一、伊東巳代治、加藤高明）

日本では明治の末から男性の間で流行りはじめ、大正に入ると洋装・和装問わずカンカン帽をかぶるスタイルが大流行し、昭和初期まで流行は続いた。叩くと「カンカン」と音がするほど固い帽子であることからカンカン帽という俗称が定着した。当時は「紳士たるもの外出時には帽子を着用するものだ」というのが常識であったため成人男性の帽子着用率は非常に高く、特にカンカン帽の人気は高かった。職場においても、夏場の正装として受け入れられていたようである。
50銭から2円ぐらいまであり（昭和初期ごろ）、安いものは太くて黄色い麦わら製、高いものは細くて真っ白な麦わらが細かく硬く編んであって、一目で値段がわかった。大体ひと夏で使い捨てするものだったらしい。

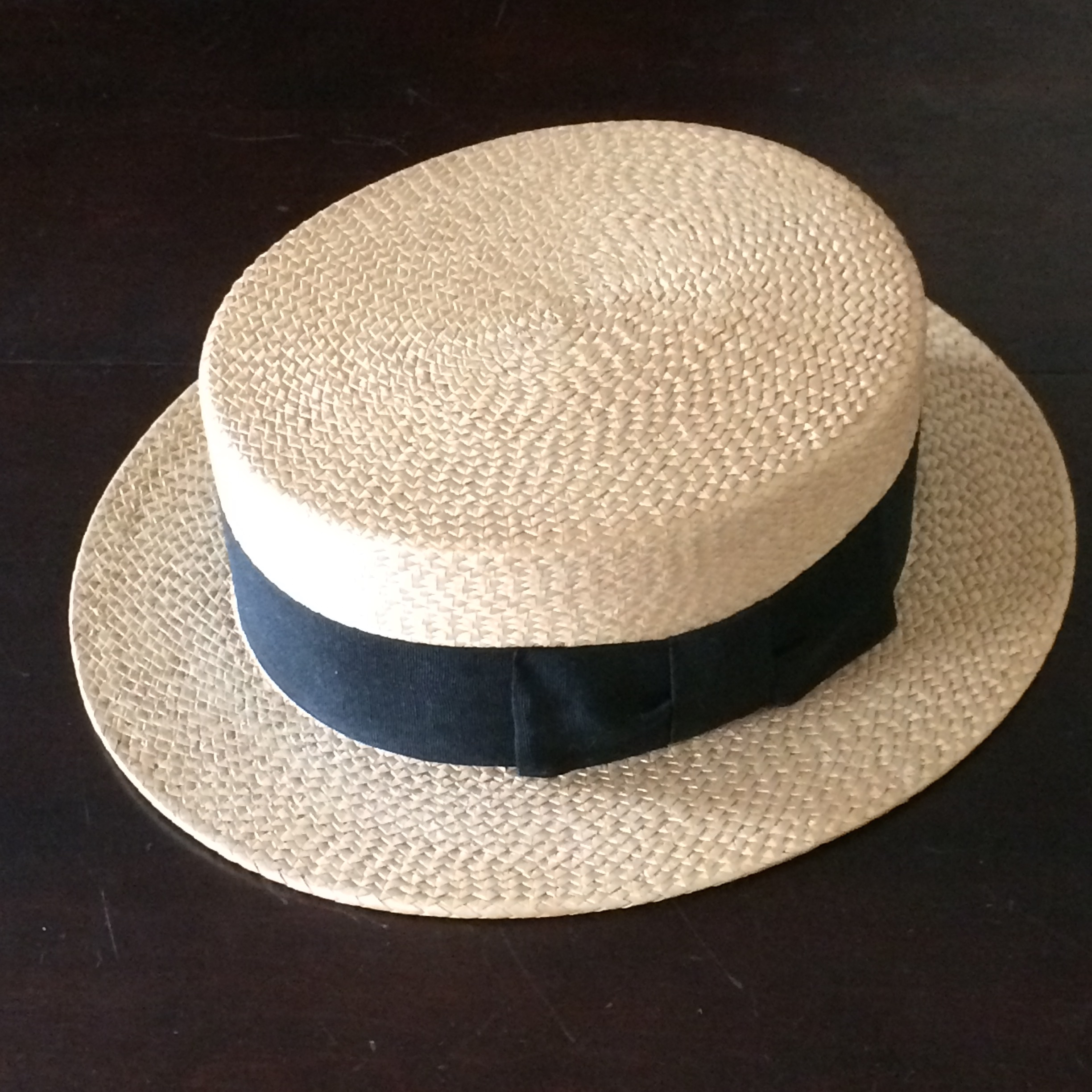
戦前のカンカン帽。現在一般的な物とは編み方が異なる（四菱編み）。